# Australian Music Prize
L'Australian Music Prize è un premio musicale al miglior album australiano conferito annualmente dalla Australian Music Prize Ltd dal 2005.
I candidati vengono annunciati a febbraio, mentre il vincitore viene rivelato il mese successivo.

## Edizioni
| Anno | Vincitore                                                                        | Candidati | Note   |
| ---- | -------------------------------------------------------------------------------- | --- | ------ |
| 2005 | The Drones – Wait Long by the River and the Bodies of Your Enemies Will Float By | - Ben Lee – Awake Is the New Sleep - The Devastations – Coal - The Go-Betweens – Oceans Apart - The Mess Hall – Notes From A Ceiling - Tex, Don and Charlie – All Is Forgiven - TZU – Smiling at Strangers - Wolfmother – Wolfmother                                                                         | [ 1 ]  |
| 2006 | Augie March – Moo, You Bloody Choir                                              | - Bob Evans – Suburban Songbook - Gotye – Like Drawing Blood - Howling Bells – Howling Bells - Jackie Marshall – Fight n'Flight - Lisa Gerrard – The Silver Tree - Sarah Blasko – What the Sea Wants, the Sea Will Have - The Drones – Gala Mill - The Grates – Gravity Won't Get You High                   | [ 2 ]  |
| 2007 | The Mess Hall – Devils Elbow                                                     | - Architecture in Helsinki – Places Like This - Bluejuice – Problems - Dardanelles – Mirror Mirror - The Devastation – Yes U - Lisa Miller – Morning in the Bowl of Night - Midnight Juggernauts – Dystopia - New Buffalo – Somewhere, Anywhere - Perry Keyes – Last Ghost Train Home - Urthboy – The Signal | [ 3 ]  |
| 2008 | Eddy Current Suppression Ring – Primary Colours                                  | - The Presets – Apocalypso - Beaches – Beaches - The Drones – Havilah - Cut Copy – In Ghost Colours - C. W. Stoneking – Jungle Blues - Jack Ladder – Love Is Gone - Tom Cooney – Presque Vu - Ross McLennan – For the New World                                                                              | [ 4 ]  |
| 2009 | Lisa Mitchell – Wonder                                                           | - Bertie Blackman – Secrets and Lies - Black Cab – Call Signs - Kid Sam – Kid Sam - Lucie Thorne – Black Across the Field - Oh Mercy – Privileged Woes - Sarah Blasko – As Day Follows Night - The Mess Hall – For the Birds - Urthboy – Spitshine                                                           | [ 5 ]  |
| 2010 | Cloud Control – Bliss Release                                                    | - The Holidays – Post Paradise - Dan Kelly – Dan Kelly's Dream - Eddy Current Suppression Ring – Rush to Relax - Gareth Liddiard – Strange Tourist - Pikelet – Stem - Richard in Your Mind – My Volcano - Sally Seltmann – Heart That's Pounding - Tame Impala – Innerspeaker                                | [ 6 ]  |
| 2011 | The Jezabels – Prisoner                                                          | - Abbe May – Design Desire - Adalita Srsen – Adalita - Boy & Bear – Moonfire - Gotye – Making Mirrors - Geoffrey Gurrumul Yunupingu – Rrakala - Jack Ladder & The Dreamlanders – Hurtsville - Kimbra – Vows - The Middle East – I Want That You Are Always Happy                                             | [ 7 ]  |
| 2012 | Hermitude – HyperParadise                                                        | - Flume – Flume - Tane Impala – Lonerism - The Presets – Pacifica - Grand Salvo – Slay Me in My Sleep - Jess Ribero & the Bone Collectors – My Little River - Liz Stringer – Warm in the Darkness - Daily Meds – Happy Daze - Urthboy – Smokey's Haunt                                                       | [ 8 ]  |
| 2013 | Big Scary – Not Art                                                              | - Jen Cloher – In Blood Memory - Dialectrix – The Cold Light of Day - Kirin J. Callinan – Embracism - Beaches – She Beats - Horrorshow – King Amongst Many - Jagwar Ma – Howlin' - Cloud Control – Dream Cave - Jimblah – Phoenix                                                                            | [ 9 ]  |
| 2014 | Remi – Raw X Infinity                                                            | - Number One Dads – About Face - Blank Realm – Grassed Inn - C. W. Stoneking – Gon' Boogaloo - Caitlin Park – The Sleeper - Chet Faker – Built on Grass - Laura Jean – Laura Jean - The Peep Tempel – Tales - Total Control – Typical System                                                                 | [ 10 ] |
| 2015 | Courtney Barnett – Sometimes I Sit and Think, and Sometimes I Just Sit           | - Dan Kelly – Leisure - Dick Diver – Melbourne, Florida - Gold Class – It's - Jess Ribeiro – Kill It Yourself - Methyl Ethel – Oh Inhuman Spectacle - My Disco – Severe - Royal Headache – High - Sarah Blasko – Eternal Return - Tame Impala – Currents                                                     | [ 11 ] |
| 2016 | A.B. Original – Reclaim Australia                                                | - The Avalanches – Wildflower - Big Scary – Animal - Camp Cope – Camp Cope - D.D Dumbo – Utopia Defeated - King Gizzard & the Lizard Wizard – Nonagon Infinity - Nick Cave and the Bad Seeds – Skeleton Tree - Olympia – Self Talk - The Peep Tempel – Joy                                                   | [ 12 ] |
| 2017 | Sampa the Great – Birds and the BEE9                                             | - Beaches – Second of Spring - Darcy Baylis – Intimacy & Isolation - HTMLflowers – Chrome Halo - Jen Cloher – Jen Cloher - Jordan Rakei – Wallflower - Liars – TFCF - Paul Kelly – Life Is Fine - The Vampires – The Vampires Meet Lionel Loueke                                                             | [ 13 ] |
| 2018 | Geoffrey Gurrumul Yunupingu – Djarimirri                                         | - Abbe May – Fruit - Courtney Barnett – Tell Me How You Really Feel - Dead Can Dance – Dionysus - Grand Salvo – Sea Glass - Laura Jean – Devotion - The Presets – Hi Viz - Rolling Blackouts Coastal Fever – Hope Downs - Sam Anning – Across A Field As Vast As One                                         | [ 14 ] |
| 2019 | Sampa the Great – The Return                                                     | - Ainslie Wills – All You Have Is All You Need - Amyl and the Sniffers – Amyl and the Sniffers - Dispossessed – Warpath Never Ended - Julia Jacklin – Crushing - Methyl Ethel – Triage - Nick Cave & the Bad Seeds – Ghosteen - Sleep D – Rebel Force - Thelma Plum – Better in Blak                         | [ 15 ] |
| 2020 | The Avalanches – We Will Always Love You                                         | - Alice Ivy – Don't Sleep - Blake Scott – Niscitam - Emma Donovan e The Putbacks – Crossover - Fanny Lumsden – Fallow - Gordon Koang – Unity - Miiesha – Nyaaringu - Tame Impala – The Slow Rush - Ziggy Ramo – Black Thoughts                                                                               | [ 16 ] |